# Bulbophyllum bidi
Bulbophyllum bidi là một loài phong lan thuộc chi Bulbophyllum.